# Flávio Paixão
Flávio Emanuel Lopes Paixão (Sesimbra, 19 settembre 1984) è un ex calciatore portoghese, di ruolo attaccante.

## Biografia
Anche suo fratello gemello Marco Paixão è un calciatore professionista. Entrambi hanno militato nella massima serie scozzese.

## Carriera
Ha giocato nella prima divisione scozzese, in quella iraniana ed in quella polacca.

## Palmarès

### Club

#### Competizioni nazionali
- Coppa di Polonia: 1

Lechia Danzica: 2018-2019
- Supercoppa di Polonia: 1

Lechia Danzica: 2019